# Нюберг, Николай Дмитриевич
Никола́й Дми́триевич Ню́берг (26 декабря 1898 (8 января 1899), с. Тулун, Нижнеудинский уезд, Иркутская губерния, Российская империя — 21 июня 1967, Ленинград, СССР) — советский математик, физик, биофизик, поэт, переводчик, основатель математизированной колориметрии.

## Биография
Николай Дмитриевич Нюберг родился в обрусевшей шведско-финской семье инженера-путейца в станционном посёлке Тулун Сибирской железной дороги (ныне г. Тулун — райцентр Тулунского района Иркутской области); его мать — Софья Николаевна (1871—1966), дочь известного музыканта и музыкального критика, профессора консерватории Николая Дмитриевича Кашкина. В 1906 году, после подавления восстания рабочих в Красноярске, отец Николая Дмитриевича, Дмитрий Класович Нюберг (фин. Claës Dmitri Mitha Nyberg 1873—1907), бывший в это время начальником станции Красноярск, был арестован, провёл три месяца в омской тюрьме, после чего выслан из Красноярска и семья переехала в Санкт-Петербург; 19 мая 1907 года отец Николая Дмитриевича, руководивший общественными работами для безработных в Галерной гавани, был убит эсерами-максималистами во время террористического акта. После смерти отца семья Нюбергов после ряда переездов обосновалась в Москве, где Николай Нюберг окончил частную гимназию Репман и в 1917 году поступил на физико-математический факультет Московского университета, но в 1920 году он был призван в Красную армию; в 1920—1921 годах — курсант Военно-Педагогического института.
После Гражданской войны был демобилизован и вновь поступил в Московский университет, который окончил в 1925 году по специальности «математика».

### Сотрудник ВЭИ
После ряда кратковременных работ Николай Нюберг стал сотрудником Всесоюзного электротехнического института, где начал заниматься проблемами цветового тела и определения формы его поверхности.
В 1939 году он подготовил к защите диссертацию по теме способов хорошего воспроизведения с расчётом координат цвета и их отображением на плоскости в цветовом треугольнике, но по окончании работы отказался от защиты и подготовил новую работу. Однако в 1941 году ушёл добровольцем на фронт, где получил ранение, но демобилизовался лишь в 1945 году.
В 1943 году, ещё находясь в рядах Красной армии, Николай Дмитриевич Нюберг представил свою доработанную довоенную работу на соискание кандидатской степени, но в результате защиты в ГОИ, которая состоялась в апреле 1944 года, работа Нюберга была оценена как блестящая и учёный совет признал её докторской.

## Математические основы колориметрии
Николай Нюберг по праву считается основателем математической колориметрии (частично данная проблема поставлена и решена немецким учёным Р. Лютером), выполнив ряд фундаментальных работ в этой области, при этом ряд задач, решённых им, некоторые зарубежные исследователи считали до этого неразрешимыми. Книга Нюберга «Теоретические основы цветовой репродукции» стала фундаментальной для теории и практики цветовоспроизведения. В международной литературе имеется термин «цветовое тело Лютера-Нюберга», как признание фундаментальных математически обоснованных работ Нюберга в колориметрии.

### Послевоенная деятельность
В 1950-е годы он работал в НИИПолиграфии, НИКФИ, консультировал «Ленфильм» и ГОИ, был членом Технического совета Министерства кинематографии, Комиссии по физиологической оптике, Комиссии по научной фотографии и кинематографии, Постоянной колориметрической комиссии, а позже — членом редколлегии журналов «Биофизика» и «Проблемы передачи информации». С 1955 года Нюберг руководил Лабораторией биофизики зрения Института биофизики АН СССР, и в 1960-е годы стал заниматься распознаванием образов. В 1963 году эта лаборатория перешла в Институт проблем передачи информации АН СССР. Под влиянием Нюберга был разработан новый колориметрический метод электрофизического исследования цветового зрения животных.

## Участие в стандартизации
Нюберг участвовал в научном определении термина «цвет» в колориметрии, что закреплено соответствующим ГОСТом и в «Международном светотехническом словаре». Кроме того Нюберг активно участвовал в работе Постоянной колориметрической комиссии при ВНИИМ им. Менделеева и под его влиянием были начаты работы по созданию образцового 1000-цветного атласа ВНИИИМ. Работа по стандартизации завершилась разработкой общесоюзной поверочной схемы и созданием эталонного комплекса, обеспечивающих единство цветовых мер в СССР.

## Семья
Николай Дмитриевич был дважды женат, первый раз на однокашнице по гимназии Репман — Татьяне Алексеевне Никольской; второй раз, после развода в 1925 году — на Марии Алексеевне фон Польман. Следующие четыре поколения его семьи посвятили себя науке. Дочь Ия Нюберг вышла замуж за Сергея Раутиана — выдающегося советского и российского физика. В данное время проживает в Москве. Праправнук Дмитрий Нюберг стал известным видеоблогером и общественным деятелем.